# Jerry Seinfeld
Jerome Allen Seinfeld (/saɪnfɛld/ SYNE-feld; Nueva York, 29 de abril de 1954) es un comediante, actor, escritor, productor y director estadounidense. Es conocido por interpretarse a sí mismo en la serie de comedia Seinfeld, que creó y escribió con Larry David. Como comediante, Seinfeld se especializa en comedia de observación; en 2005, Comedy Central nombró a Seinfeld el "12.º comediante más importante de todos los tiempos".
Seinfeld produjo, coescribió y protagonizó la película Bee Movie de 2007. En 2010, estrenó un reality show llamado The Marriage Ref, que se emitió durante dos temporadas en NBC. Es el creador y presentador de la serie web Comedians in Cars Getting Coffee, actualmente propiedad de Netflix.

## Primeros años
Seinfeld nació en Brooklyn, Nueva York. Su padre, Kálmán Seinfeld (1918–1985), era de ascendencia judía húngara, y recopiló chistes que escuchó mientras servía en la Segunda Guerra Mundial. Su madre, Betty (de nacimiento Hosni; 1915–2014), era de ascendencia judía de Mizrahi; sus padres, Selim y Salha Hosni, eran de Alepo. Su primo segundo es el músico y actor Evan Seinfeld. Seinfeld creció en Massapequa, Nueva York, y asistió a la preparatoria Massapequa en Long Island. A la edad de 16 años, pasó un tiempo como voluntario en el kibutz Sa'ar en Israel.
Estudio en la Universidad Estatal de Nueva York en Oswego y se mudó en su segundo año a Queens College, City University of New York, donde se graduó con un título en comunicaciones y teatro.

## Carrera

### Inicios
Seinfeld desarrolló un interés en el stand-up comedy después de breves períodos en producciones universitarias. Apareció en noches de micrófono abierto en el Improv Club, de Budd Friedman, mientras asistía al Queens College. Después de graduarse en 1976, probó en una noche de micrófono abierto en el club de comedia Catch a Rising Star de la ciudad de Nueva York, lo que le condujo a una aparición en un especial de Rodney Dangerfield en HBO. En 1980, tuvo un pequeño papel recurrente en la comedia de situación Benson, interpretando a Frankie, un chico repartidor de correos que tenía rutinas de comedia que nadie quería escuchar. Seinfeld fue despedido abruptamente del programa debido a diferencias creativas. Seinfeld ha dicho que en realidad no le dijeron que lo habían despedido hasta que se presentó a la sesión de lectura de un episodio y descubrió que no había ningún guion para él.
En mayo de 1981, Seinfeld hizo una exitosa aparición en The Tonight Show Starring Johnny Carson, impresionando a Johnny Carson y al público y lo que lo llevó a tener varias apariciones en ese programa y otros, incluyendo Late Night with David Letterman.
El 5 de septiembre de 1987, se emitió por primera vez en HBO su primer especial de stand-up, titulado Stand-Up Confidential.

### Seinfeld

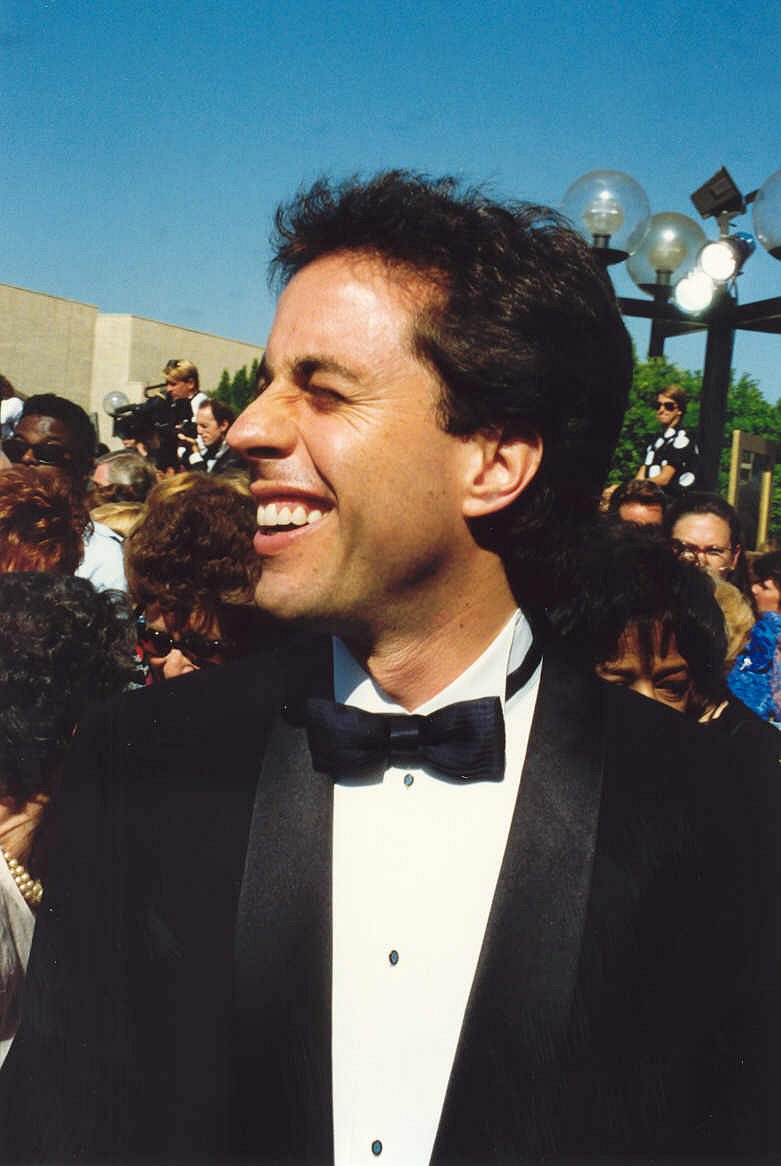
Seinfeld en los 44° premios Emmy en 1992

Seinfeld creó The Seinfeld Chronicles con Larry David en 1988 para la NBC. Más tarde, el programa cambió su nombre a Seinfeld para evitar confusiones con la comedia juvenil de corta duración The Marshall Chronicles. En su cuarta temporada, se había convertido en la comedia más popular y exitosa de la televisión estadounidense. El último episodio salió al aire en 1998, y el programa ha sido una redifusión popular. 
Junto con Seinfeld, el show contó con la participación de la veterana de Saturday Night Live Julia Louis-Dreyfus y los experimentados actores Michael Richards y Jason Alexander. Alexander interpretó a George, una caricatura de Larry David. Seinfeld es el único actor que aparece en todos los episodios del programa.
Seinfeld ha dicho que su show fue influenciado por la comedia de los años 50 The Abbott and Costello Show. En el set de DVD "Seinfeld Season 6", al comentar sobre el episodio "The Gymnast", Seinfeld citó a Jean Shepherd como una influencia y dijo: "Realmente formó toda mi sensibilidad cómica: aprendí a hacer comedia de Jean Shepherd". 
De 2004 a 2007, el antiguo reparto y equipo de Seinfeld grabó comentarios en audio para los episodios de los lanzamientos en DVD del programa. Seinfeld proporcionó comentarios para múltiples episodios. 

### Después deSeinfeld
Después de que terminó su comedia, Seinfeld regresó a la ciudad de Nueva York para regresar con su stand-up en lugar de quedarse en Los Ángeles y continuar su carrera como actor. En 1998 se fue de gira y grabó un especial de comedia, titulado Te digo por última vez. El proceso de desarrollo y realización de nuevo material en clubes de todo el mundo se describió en un documental de 2002, Comedian, que también presentó al cómico Orny Adams y fue dirigido por Christian Charles. Seinfeld ha escrito varios libros, en su mayoría archivos de rutinas pasadas. 
A fines de la década de 1990, Apple Computer creó el eslogan publicitario "Piensa diferente" y produjo un comercial de 60 segundos para promover el eslogan. Este anuncio mostraba a personas que podían "pensar de manera diferente", como Albert Einstein, Mahatma Gandhi, Martin Luther King, Jr. y muchos otros. Más tarde, el comercial se redujo a 30 segundos y se modificó de manera que Seinfeld se incluyó al final, mientras que él no había estado en el corte original. Esta versión más corta del comercial se emitió solo una vez, durante el final de la serie de Seinfeld.

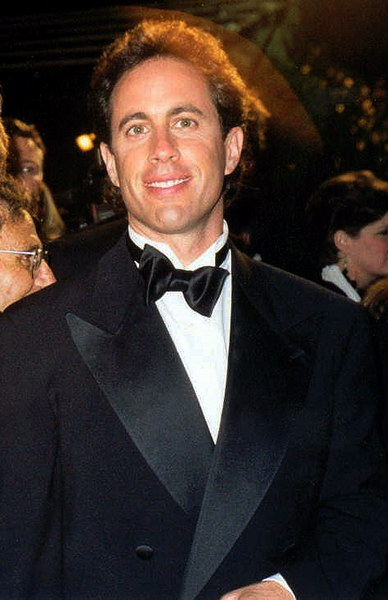
Seinfeld en los premios Emmy de 1996

En 2004, Seinfeld apareció en dos comerciales web que promocionaban a American Express, titulados The Adventures of Seinfeld & Superman. En estos, Seinfeld apareció con un dibujo animado de Superman, a quien se hizo referencia en numerosos episodios de Seinfeld como el héroe de Seinfeld, con la voz de Patrick Warburton (quien interpreta el personaje de David Puddy en Seinfeld). Los episodios en línea fueron dirigidos por Barry Levinson y se emitieron brevemente por televisión. Seinfeld y "Superman" también fueron entrevistados por Matt Lauer en una entrevista especialmente grabada para el programa Today.
El 18 de noviembre de 2004, Seinfeld apareció en el Museo Nacional de Historia Estadounidense para donar la "camisa hinchada" que llevaba en el episodio de Seinfeld del mismo nombre. También pronunció un discurso al presentar la "camisa hinchada", diciendo con humor que "este es el momento más embarazoso de mi vida".
El 13 de mayo de 2006, Seinfeld tuvo una aparición en Saturday Night Live como asesino de la anfitriona Julia Louis-Dreyfus. Louis-Dreyfus en su monólogo de apertura mencionó la "maldición de Seinfeld". Mientras hablaba de lo ridícula que era la "maldición", una luz del escenario de repente cayó a su lado. La cámara se trasladó a una pasarela sobre el escenario donde Seinfeld estaba de pie, sosteniendo un gran par de cortadores de pernos.
El 25 de febrero de 2007, Seinfeld apareció en la 79.º edición de los Premios de la Academia como presentador de la categoría "Mejor documental". Antes de anunciar las nominaciones, hizo una breve rutina de comedia sobre el acuerdo tácito entre los propietarios de salas de cine y los patrocinadores de películas.
El 4 de octubre de 2007, Seinfeld hizo un breve regreso a la NBC, como invitado en el episodio "SeinfeldVision" de la serie de comedia 30 Rock.
El 24 de febrero de 2008, en la 80° edición de los Premios de la Academia, Seinfeld apareció como la voz de su personaje animado Barry de Bee Movie, presentando la categoría de "Mejor cortometraje de animación". Antes de anunciar a los nominados, mostró un montaje de clips de películas con abejas, diciendo que fueron algunos de sus primeros trabajos (como Barry). 
El 2 de junio de 2008, en medio de su gira de primavera de 2008, Seinfeld se presentó en su ciudad natal de Nueva York para un espectáculo de una sola noche en el Hammerstein Ballroom en beneficio de Stand Up for Cure, una organización benéfica que investiga el cáncer de pulmón en el Memorial Sloan Kettering Cancer Center.
En agosto de 2008, The Associated Press informó que Jerry Seinfeld sería el lanzador de Windows Vista, como parte de una campaña publicitaria de 300 millones de dólares de Microsoft. Los anuncios, que estaban destinados a crear un rumor para Windows en apoyo de los anuncios posteriores de "I'm a PC", comenzaron a emitirse a mediados de septiembre de 2008. Fueron cortados de la televisión después de tres cuotas; Microsoft optó por continuar con los anuncios de "I'm a PC" y publicar los anuncios de Seinfeld en el sitio web de Microsoft como una serie de anuncios más largos.
En marzo de 2009, se anunció que Seinfeld y todo el elenco de Seinfeld aparecerían para una reunión en la serie Curb Your Enthusiasm, Larry David. La reunión de ficción tuvo lugar en la séptima temporada final.
Seinfeld apareció en un episodio de la serie original de Starz Head Case. Como fue el caso en muchas de sus anteriores apariciones como invitado en comedias de situación, se interpretó a él mismo. 
En Australia, Seinfeld apareció en una serie de anuncios de Greater Building Society, una sociedad de préstamo inmobiliario con sede en Nueva Gales del Sur y el sureste de Queensland. Su aparición en estos anuncios fue altamente publicitada y un éxito entre el público, siendo la tercera vez que Seinfeld apareció en un comercial de televisión. Los anuncios se filmaron en Cedarhurst, Long Island, con la calle diseñada para emular la calle Beaumont en Hamilton, donde se encuentran las oficinas centrales de Greater Building Society. Seinfeld también escribió los guiones de los 15 anuncios que se filmaron. Los anuncios se emitieron en gran parte en el mercado de televisión del norte de Nueva Gales del Sur, donde la sociedad tiene la mayoría de sus sucursales. 
Seinfeld fue el primer invitado en el programa de entrevistas The Jay Leno Show, de Jay Leno, que se estrenó el 14 de septiembre de 2009. 
Seinfeld apareció en el segmento de Saturday Night Live Weekend Update para hacer de él mismo con Seth Meyers. Fue productor ejecutivo y ocasionalmente protagonizó como panelista en el reality show The Marriage Ref. El 30 de agosto de 2010, Seinfeld hizo una aparición por sorpresa en The Howard Stern Show, reparando la enemistad que los dos tenían a principios de los años 90. 
Seinfeld realizó una gira por los Estados Unidos en 2011 e hizo su primera aparición en el Reino Unido en 11 años. En julio de 2011, fue un invitado sorpresa en The Daily Show, lo que ayudó a Jon Stewart a reprimir sus ganas de contarle "de manera barata" que el marido de Michele Bachmann hacía bromas sobre homosexuales. Seinfeld también lanzó un sitio web de archivos personales, JerrySeinfeld.com, y apareció en el especial de HBO Talking Funny, con los cómicos Chris Rock, Louis C.K. y Ricky Gervais en el mismo año. 
En 2012, Seinfeld comenzó una serie web, Comedians in Cars Getting Coffee, en la cual él recogía a un compañero cómico en un auto diferente en cada episodio y los sacaba para tomar un café y conversar. La serie inicial consistió en diez episodios que duraron de 7 a 25 minutos cada uno. La temporada 2 (2013) tuvo seis episodios, con invitados como Don Rickles y David Letterman.
En junio de 2013, apareció en el álbum The Gifted, del rapero Wale, en la canción "Outro About Nothing".
Seinfeld recibió cobertura por su discurso en la ceremonia de los Clio Awards de 2014, donde recibió un premio honorífico, ya que los reporteros de los medios dijeron que se había "burlado" y "destrozado" a la industria publicitaria; su declaración de "me encanta la publicidad porque me encanta mentir" recibió una atención particular.
El 15 de febrero de 2015, Seinfeld hizo una aparición especial como presentador en "SNL 40", el especial del 40 aniversario de Saturday Night Live.
En enero de 2017, Seinfeld firmó un acuerdo de comedia con Netflix. Como parte del acuerdo, todos los episodios de Comedians in Cars Getting Coffee están disponibles en el servicio de streaming, además de una nueva temporada de veinticuatro episodios. El acuerdo también incluyó dos nuevas ofertas para Seinfeld y el desarrollo de comedias con guion y sin guion para Netflix. El 19 de septiembre de 2017, Netflix lanzó el especial de stand-up Jerry Before Seinfeld.
En 2020, Seinfeld hizo el Especial de Stand up "23 HOURS TO KILL", un show filmado en un teatro de New York donde Jerry Seilfed entretiene una vez más a la audiencia en formato de Stand Up. Se puede ver en la plataforma de Netflix.

### Libros
Seinfeld escribió el libro Seinlanguage, lanzado en 1993. Escrito mientras Seinfeld aumentaba rápidamente en popularidad, es principalmente una adaptación de sus rutinas de stand-up. El título proviene de un artículo en Entertainment Weekly que enumeraba las numerosas frases de las que fue responsable el programa.
En 2002, escribió el libro infantil Halloween, ilustrado por James Bennett.
Seinfeld escribió además los prólogos de la serie de libros Letters from a Nut, de Ted L. Nancy, y Stories from a Moron, de Ed Broth. Seinfeld también escribió el prólogo de Peanut Butter & Co. Cookbook.

## Influencias
Seinfeld ha citado entre sus influencias al humorista Jean Shepherd, y los cómicos Jerry Lewis, Bill Cosby, George Carlin, Jay Leno, Robert Klein, el dúo Abbott y Costello y el actor Ricardo Montalbán.
Los artistas y productores influenciados por Seinfeld incluyen a Judd Apatow, Kevin Hart y Dennis Miller.

## Vida personal

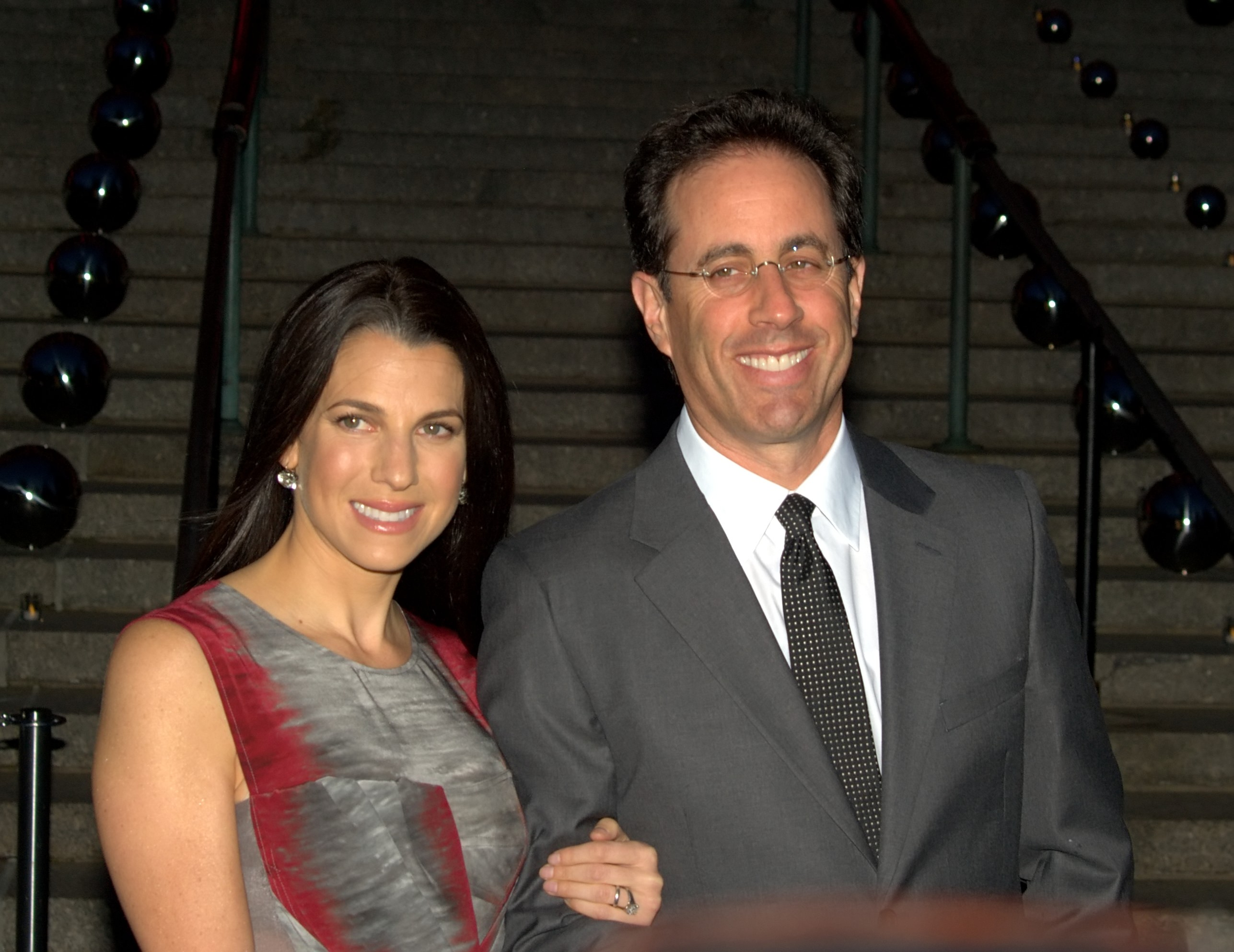
Jessica Sklar y Jerry Seinfeld en 2010

Años antes de la creación de Seinfeld, el actor comenzó a salir con Carol Leifer, una compañera comediante y una de las fuentes de inspiración para el personaje de Elaine en Seinfeld. En una entrevista en televisión nacional con la Dra. Ruth Westheimer, explicó cómo, en 1984, se comprometió con Carol Leifer, pero luego canceló el compromiso. Cuando tenía unos 38 años, Seinfeld tuvo una relación romántica de cuatro años con la estudiante de secundaria Shoshanna Lonstein, que tenía 17 años cuando comenzaron a salir.
En agosto de 1998, Seinfeld conoció a Jessica Sklar en el Reebok Sports Club y comenzaron a salir. Sklar, una ejecutiva de relaciones públicas de Tommy Hilfiger, acababa de regresar de una luna de miel de tres semanas en Italia con Eric Nederlander, productor teatral y descendiente de una familia propietaria de un teatro. Sklar se divorció de Nederlander (explicó en una entrevista de 2007 que habían participado en sesiones de terapia de pareja antes de su matrimonio) y se casó con Seinfeld el 25 de diciembre de 1999. El comediante George Wallace fue el padrino en la boda.
Después de las nupcias, Jerry y Jessica Seinfeld compraron una casa que había pertenecido a Billy Joel en Amagansett, Long Island, por 32 millones de dólares, después de que las noticias sobre el interés de la pareja en la propiedad se hicieran públicas en el año 2000.
Los Seinfeld tienen una hija y dos hijos. Su hija Sascha nació el 7 de noviembre de 2000; su primer hijo, Julián Kal, nació el 1 de marzo de 2003; y su segundo hijo, Shepherd Kellen, nació el 22 de agosto de 2005, todos en la ciudad de Nueva York. El segundo nombre de Julián, Kal, se relaciona con el primer nombre del padre de Seinfeld, Kalman, y el de Superman, el héroe de Seinfeld, también conocido como Kal-El.
Entre los mejores amigos de Seinfeld se encuentran sus compañeros comediantes George Wallace, Larry Miller y Mario Joyner.
En el año 2000, Jessica Seinfeld lanzó Baby Buggy, una organización benéfica que ofrece ropa y equipo para mujeres y niños desfavorecidos. También es la autora del best-seller Deceptively Delicious: Secretos simples para que tus hijos coman buena comida, lanzado por HarperCollins en octubre de 2007.
Seinfeld ha hecho varias contribuciones políticas, incluidas a las campañas presidenciales de George W. Bush y Al Gore en 2000, y posteriormente a cuatro candidatos principales del Partido Demócrata en 2000 y 2004.
Seinfeld afirmó que incursionó en la Cienciología cuando tenía 30 años, aunque dice que nunca estuvo en la organización. La asociación salió a la luz en 1992.
Como fan de los New York Mets, Seinfeld llama periódicamente al programa de Steve Somers en WFAN-AM, una estación de radio de conversación deportiva, bajo el seudónimo de "Jerry from Queens". Seinfeld convocó a cuatro entradas de un juego de los Mets en SportsNet Nueva York el 23 de junio de 2010, reuniéndose con el analista Keith Hernández, quien apareció en el episodio de Seinfeld "El novio".
En diciembre de 2012, Seinfeld dijo que había practicado meditación trascendental (TM) durante 40 años. Promovió el uso de la técnica en el tratamiento del trastorno de estrés postraumático con Bob Roth, de la Fundación David Lynch, en diciembre de 2012 en el programa televisivo Good Morning America, y también participó en un acto a beneficio de la Fundación David Lynch en 2009 para TM, en la que aparecieron Paul McCartney y Ringo Starr.
El 5 de noviembre de 2015, la Fundación David Lynch organizó un concierto benéfico en el Carnegie Hall de la ciudad de Nueva York, llamado "Change Begins Within", para promover la meditación trascendental para el control del estrés. "Ha sido la mejor técnica de compañía que he visto, y estoy encantado de ser parte de este movimiento que parece haber sido revitalizado por Bob [Roth] y David Lynch", dijo Seinfeld. "Haría todo lo que pudiera para promoverlo en el mundo, porque creo que es la mejor cosa como herramienta de la vida, como herramienta de trabajo y simplemente para hacer que las cosas tengan sentido", agregó.

### Riqueza
Según la revista Forbes, las ganancias acumuladas de Seinfeld a partir de 2004 fueron de 267 millones de dólares, lo que lo coloca en el primer lugar del "rango de dinero" de las celebridades de ese año. Según informes, rechazó 5 millones de dólares por episodio, durante 22 episodios, para continuar Seinfeld durante una décima temporada.
Seinfeld ganó 100 millones de dólares por acuerdos de sindicación y actuaciones de stand-up en 2004, y 60 millones de dólares en 2006. También ganó 10 millones dólares por aparecer junto a Bill Gates en los anuncios de Microsoft en 2008 para Windows.
Entre junio de 2008 y junio de 2009, Seinfeld ganó 85 millones de dólares, lo que lo convirtió en el comediante mejor pagado del mundo durante ese período de 12 meses. En 2013, Forbes documentó los ingresos anuales de Seinfeld en 32 millones de dólares. A mediados de 2013, Seinfeld disputó las afirmaciones de Forbes sobre sus ingresos y valor neto en el programa de radio de Howard Stern.
Seinfeld fue clasificado por Forbes como el comediante mejor pagado de 2015, el segundo mejor pagado de 2016 y el mejor pagado nuevamente en 2017. Según reportes, los ingresos de Seinfeld entre junio de 2016 y junio de 2017 fueron de 69 millones de dólares.

#### Colección de coches

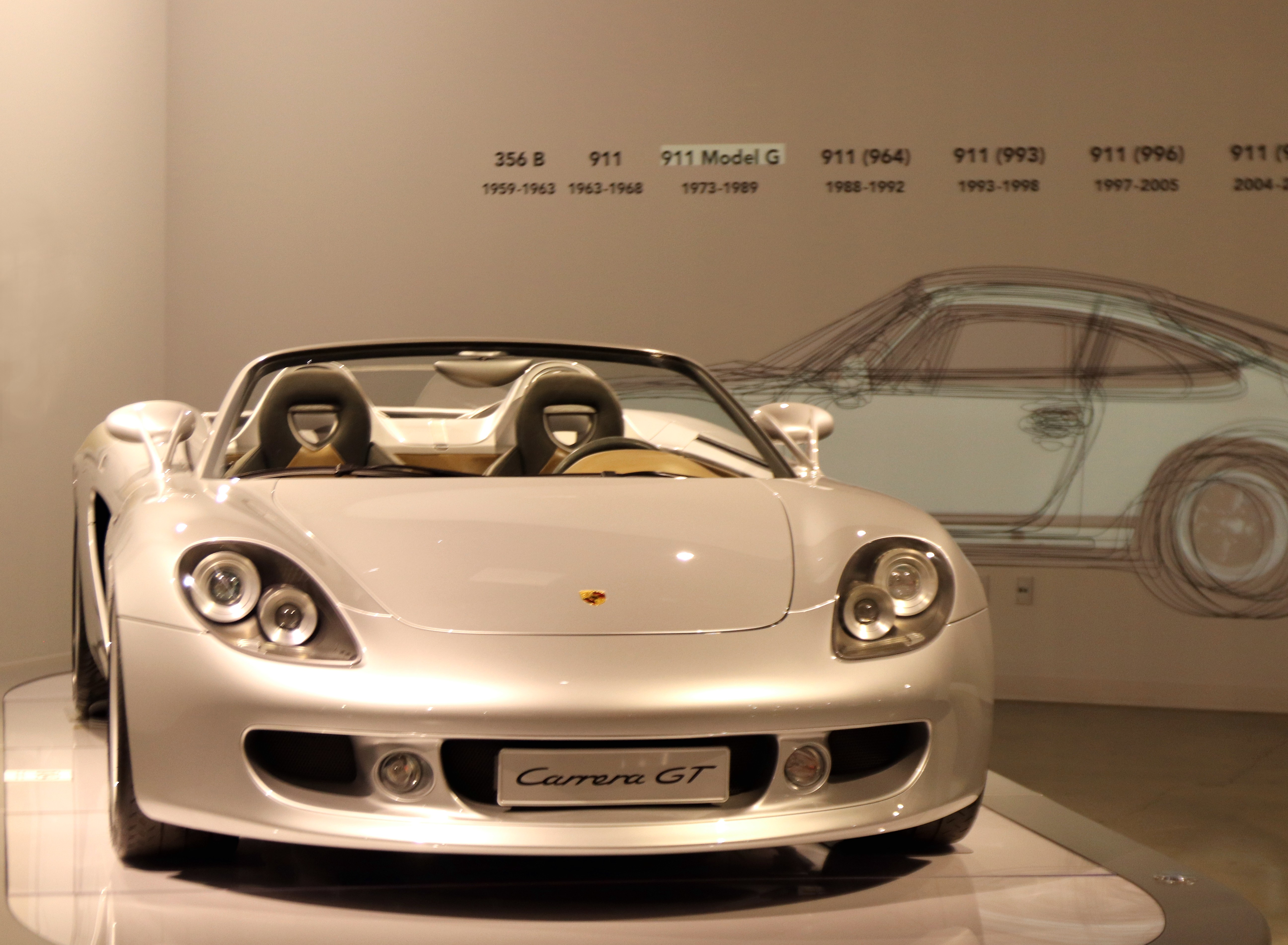
Seinfeld posee una amplia colección de automóviles, entre los cuales se destacan numerosos automóviles Porsche

Seinfeld, un entusiasta de los vehículos y ávido coleccionista, posee una colección de aproximadamente 150 coches, incluyendo una gran colección de automóviles Porsche. Alquiló un hangar en el aeropuerto de Santa Mónica, en Santa Mónica, California, durante un período prolongado de tiempo durante la década de 1990 para almacenar algunos de los vehículos de su colección. En 2002, Seinfeld compró una propiedad en el Upper West Side de Manhattan, en Nueva York, donde construyó un garaje de dos pisos por 1.4 millones de dólares para almacenar parte de su colección de Porsches en la costa este.
Según reportes, tiene Seinfeld que posee 43 Porsches. Paul Bannister ha escrito que la colección de Seinfeld incluye un Porsche 911 de varios años, 10 Porsche Boxsters, cada uno pintado de un color diferente, y el Porsche 550 Spyder de 1955, el mismo modelo y de color gris perla como el que conducía el actor James Dean cuando se estrelló y murió.
El programa de televisión Chasing Classic Cars, de Discovery Channel, afirma que Seinfeld posee el primer y último Porsche 911 producido con aire enfriado. La pieza central de su colección es un Porsche 959 de 700.000 dólares, uno de solo 337 construidos. No se le permitió conducirlo, porque el auto "no era legal en la calle", lo cual se debe a que no se realizaron las pruebas de choque y de emisiones de gases en Estados Unidos para el modelo, ya que Porsche se negó a donar cuatro Porsche 959 para las pruebas de destrucción. Él importó el automóvil "para fines de exhibición", con la condición de que nunca fuera conducido en las carreteras de Estados Unidos. El automóvil fue legalizado en las calles de Estados Unidos en 1999 según la ley federal "Mostrar y exhibir". Seinfeld escribió un artículo para la edición de febrero de 2004 de Automobile, reseñando el Porsche Carrera GT.
En 2008, Seinfeld se vio involucrado en un accidente automovilístico cuando los frenos de su Fiat 500 de 1967 fallaron y, para evitar una intersección, presionó bruscamente el freno de emergencia, lo que provocó que el automóvil se detuviera de costado. Seinfeld resultó ileso.
En un episodio de Comedians in Cars Getting Coffee, Seinfeld declaró que creía que el Lamborghini Miura era "el auto más hermoso jamás diseñado".

## Discografía

### Álbumes de comedia
| Año  | Título                            | Formato                 |
| ---- | --------------------------------- | ----------------------- |
| 1998 | I'm Telling You for the Last Time | CD / casete / streaming |
| 2017 | Jerry Before Seinfeld             | LP                      |

### Videos de comedia
| Año  | Título                            | Formato               |
| ---- | --------------------------------- | --------------------- |
| 1993 | Stand-Up Confidential             | VHS                   |
| 1999 | I'm Telling You for the Last Time | VHS / DVD / streaming |
| 2017 | Jerry Before Seinfeld             | Streaming             |

## Filmografía

### Cine
| Año  | Título                   | Papel                    | Notas |
| ---- | ------------------------ | ------------------------ | --- |
| 1996 | Eddie                    | Él mismo                 | Cameo |
| 1999 | Pros & Cons              | Hombre de la prisión # 2 | Cameo |
| 2002 | Comedian                 | Él mismo                 | Documental También productor ejecutivo |
| 2005 | The Thing About My Folks | Él mismo                 | Cameo |
| 2007 | Bee Movie                | Barry B. Benson          | Voz También coescritor y productor. Nominado - Premio del Producers Guild of America al Premio al Productor de la Película del Año - Animada Nominado: Premio Kids Choice a la voz favorita de una película animada |
| 2014 | Top Five                 | Él mismo                 | Cameo sin acreditar |
| 2024 | Unfrosted                | Bob Cabana               | También director, productor y guionista |

### Televisión
| Año             | Título                                   | Papel                      | Notas                                                            |
| --------------- | ---------------------------------------- | -------------------------- | ---------------------------------------------------------------- |
| 1979            | Benson                                   | Frankie                    | 2 episodios                                                      |
| 1982            | An Evening at the Improv                 | Él mismo                   | Serie de stand-up                                                |
| 1984            | The Ratings Game                         | Representante de la cadena | Película para televisión                                         |
| 1987            | Stand-Up Confidential                    | Él mismo                   | Especial de stand-up de HBO                                      |
| 1989–98         | Seinfeld                                 | Jerry Seinfeld             | 180 episodios; también cocreador, escritor y productor ejecutivo |
| 1992            | Carol Leifer: Gaudy, Bawdy & Blue        | Él mismo                   | Especial de sketches de comedia                                  |
| 1992, 1999      | Saturday Night Live                      | Él mismo (anfitrión)       | 2 episodios                                                      |
| 1993, 1998      | The Larry Sanders Show                   | Él mismo                   | 2 episodios                                                      |
| 1997            | NewsRadio                                | Él mismo                   | Episodio: "The Real Deal"                                        |
| 1998            | I'm Telling You for the Last Time        | Él mismo                   | Especial de stand-up de HBO                                      |
| 1998            | Loco por ti                              | Él mismo                   | Sin acreditar Episodio: "Season Opener"                          |
| 1999            | Larry David: Curb Your Enthusiasm        | Él mismo                   | Falso documental de comedia de HBO                               |
| 2000            | Dilbert                                  | Comp-U-Comp (voz)          | Episodio: "El regreso"                                           |
| 2004, 2009      | Curb Your Enthusiasm                     | Él mismo                   | 6 episodios                                                      |
| 2007            | 30 Rock                                  | Él mismo                   | Episodio: "SeinfeldVision"                                       |
| 2010-11         | The Marriage Ref                         | Él mismo                   | 9 episodios; también creador y productor ejecutivo               |
| 2012, 2014      | Louie                                    | Él mismo                   | 2 episodios                                                      |
| 2012 – presente | Comedians in Cars Getting Coffee         | Él mismo (anfitrión)       | 59 episodios; también creador y productor ejecutivo              |
| 2015            | Inside Amy Schumer                       | Él mismo                   | Episodio: "80s Ladies"                                           |
| 2016            | The Jim Gaffigan Show                    | Él mismo                   | Episodio: "The Calling"                                          |
| 2016            | Maya & Marty                             | Él mismo                   | Episodio # 1.5                                                   |
| 2017            | Mystery Science Theater 3000             | Freak Masterstroke         | Episodio: "Starcrash"                                            |
| 2017            | If You're Not in the Obit, Eat Breakfast | Él mismo                   | Documental de HBO                                                |
| 2017            | Jerry Before Seinfeld                    | Él mismo                   | Especial de stand-up de Netflix                                  |
| 2020            | Jerry Seinfeld: 23 Hours to Kill         | Él mismo                   | Especial de stand-up de Netflix                                  |

#### Guionista
La siguiente lista solo incluye episodios escritos principalmente por Seinfeld para la serie homónima, ya que él (y Larry David en las temporadas 1 a 7) reescribieron los borradores de cada episodio. 
Temporada 1
- "The Seinfeld Chronicles" (con Larry David)
- "Male Unbonding" (con Larry David)
- "The Stake Out" (con Larry David)
- "The Stock Tip" (con Larry David)

Temporada 2
- "The Ex-Girlfriend" (con Larry David)
- "The Pony Remark" (con Larry David)
- "The Busboy" (con Larry David)
- "The Jacket" (con Larry David)
- "The Chinese Restaurant" (con Larry David)
- "The Phone Message" (con Larry David)

Temporada 3
- "The Stranded" (con Larry David y Matt Goldman)

Temporada 4
- "The Shoes" (con Larry David)

Temporada 5
- "The Sniffing Accountant" (con Larry David)
- "The Raincoats" (con Larry David, Tom Gammill y Max Pross)
- "The Opposite" (con Larry David y Andy Cowan)

Temporada 6
- "The Kiss Hello" (con Larry David)

Temporada 7
- "The Cadillac", partes 1 y 2 (con Larry David)

## Premios y nominaciones

### Premios Primetime Emmy
Lista de Premios Emmy y nominaciones recibidas por Jerry Seinfeld.
| Año  | Categoría                                                  | Trabajo nominado                  | Episodio              | Resultado |
| ---- | ---------------------------------------------------------- | --------------------------------- | --------------------- | --------- |
| 1991 | Mejor guion - Serie de comedia                             | Seinfeld                          | "The Pony Remark"     | Nominado  |
| 1992 | Mejor serie de comedia                                     | Seinfeld                          |                       | Nominado  |
| 1992 | Mejor actor - Serie de comedia                             | Seinfeld                          | "The Boyfriend"       | Nominado  |
| 1993 | Mejor serie de comedia                                     | Seinfeld                          |                       | Ganador   |
| 1993 | Mejor actor - Serie de comedia                             | Seinfeld                          | "The Opera"           | Nominado  |
| 1994 | Mejor serie de comedia                                     | Seinfeld                          |                       | Nominado  |
| 1994 | Mejor actor - Serie de comedia                             | Seinfeld                          | "The Puffy Shirt"     | Nominado  |
| 1995 | Mejor serie de comedia                                     | Seinfeld                          |                       | Nominado  |
| 1995 | Mejor actor - Serie de comedia                             | Seinfeld                          | "The Diplomat's Club" | Nominado  |
| 1996 | Mejor serie de comedia                                     | Seinfeld                          |                       | Nominado  |
| 1996 | Mejor actor - Serie de comedia                             | Seinfeld                          | "The Gum"             | Nominado  |
| 1997 | Mejor serie de comedia                                     | Seinfeld                          |                       | Nominado  |
| 1998 | Mejor serie de comedia                                     | Seinfeld                          |                       | Nominado  |
| 1999 | Mejor programa de variedades, música o especial de comedia | I'm Telling You for the Last Time |                       | Nominado  |
| 2013 | Serie corta de no ficción o realidad                       | Comedians in Cars Getting Coffee  |                       | Nominado  |
| 2014 | Serie corta de no ficción o realidad                       | Comedians in Cars Getting Coffee  |                       | Nominado  |
| 2016 | Mejor Serie de Variedades - Talk Show                      | Comedians in Cars Getting Coffee  |                       | Nominado  |

### Otros premios
- Premio estadounidense de comedia al actor masculino más divertido en una serie de televisión (1992)
- Premio estadounidense de comedia al actor masculino más divertido en una serie de televisión (1993)
- Nominado: American Comedy Award al mejor actor masculino en una serie de televisión (1996)
- Nominado - American Comedy Award al mejor actor masculino en una serie de televisión (1999)
- Premio Globo de Oro al mejor actor - Serie de televisión musical o comedia (1993)
- Nominado - Premio Globo de Oro al mejor actor - Serie de televisión musical o comedia (1994)
- Nominado - Premio Globo de Oro a mejor actor - Serie de televisión musical o comedia (1995)
- Nominado - Premio Globo de Oro al mejor actor - Serie de televisión musical o comedia (1997)
- Premio del Sindicato de Actores al mejor reparto en televisión - Comedia (1994)
- Nominado: Premio Screen Actors Guild al mejor reparto en una serie de comedia (1995)
- Premio Screen Actors Guild al mejor reparto en una serie de comedia (1996)
- Premio Screen Actors Guild al mejor reparto en una serie de comedia (1997)